# Orgulho branco
Orgulho branco é um slogan que indica orgulho em ser branco. O slogan é usado principalmente por separatistas brancos, organizações neonazistas e supremacistas brancos. 
Defensores do orgulho branco afirmam que há um duplo padrão cultural em que são permitidos apenas determinados grupos étnicos de expressar abertamente o orgulho de sua herança, e que o orgulho branco não é inerentemente racista, sendo mais ou menos análogo a posições raciais como orgulho asiático, orgulho negro, ou formas não-raciais como o orgulho gay.

## Estados Unidos

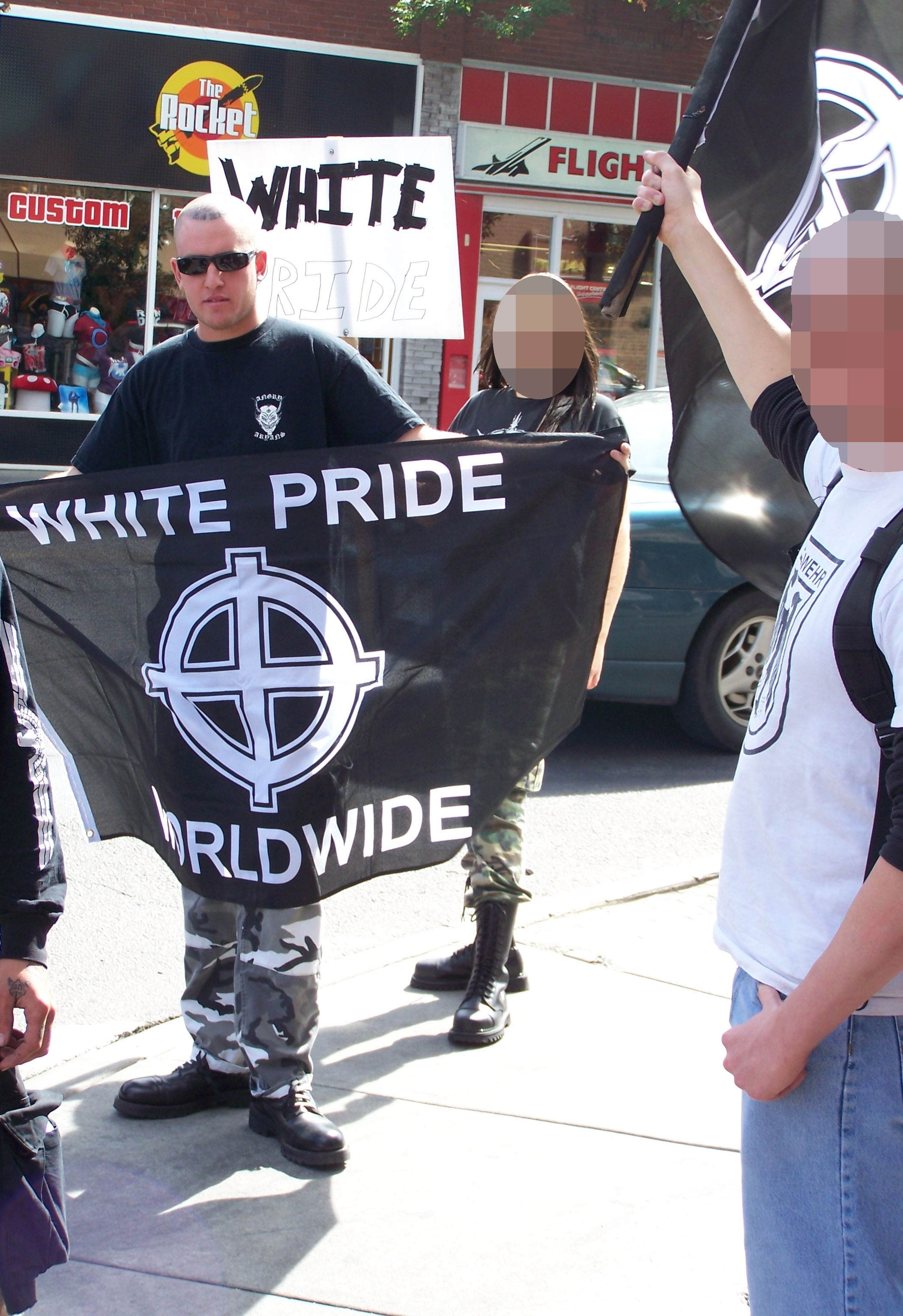
Membros da Aryan Guard protestam contra uma manifestação anti-racismo em Calgary em 21 de março de 2009.

Carol M. Swain e Russell Nieli declaram que o movimento de orgulho branco (em inglês:  white pride) é um fenômeno relativamente novo nos Estados Unidos, argumentando que, ao longo da década de 1990, "um novo movimento de orgulho branco, protesto branco, e de consciência branca desenvolveu-se nos Estados Unidos". Eles identificam três fatores contribuintes: um influxo de imigrantes durante os anos 1980 e 1990, o ressentimento em relação às políticas de ação afirmativa e o crescimento da Internet como uma ferramenta para a expressão e mobilização das reclamações. 
O slogan "White Pride, World Wide" aparece no logotipo do Stormfront, um site pertencente e operado por Don Black, que foi anteriormente um Grand Wizard da Ku Klux Klan.  Os Cavaleiros Brancos do Norte da Georgia da Ku Klux Klan descrevem-se como "um movimento patriótico branco de avivamento cristão dedicado a preservar a manutenção do orgulho branco e os direitos da raça branca". 

## No Brasil
As bandeiras do grupo são as seguintes: defesa da pureza racial, ataque ao multiculturalismo perverso e antinatural, retorno dos brancos à Europa para unificar a raça e defesa da superioridade dos países nórdicos. Os apologistas dessa ideologia não se relacionam com pessoas de outras raças, defendem o conceito biológico de raça, rechaçam a miscigenação racial, negam serem racistas, afirmam que existem brancos puros e mestiços de pele branca, não aceitam o rótulo de nazistas e sugerem que a África é subdesenvolvida devido à sua população negra.
Embora o racismo e o preconceito sejam proibidos pela legislação brasileira, os apologistas do orgulho branco mantêm páginas no Facebook, que têm causado indignação entre os internautas, com diversas denúncias à rede social e às autoridades. Em uma dessas páginas, que possui mais de 2.800 curtidas, advoga uma luta contra a extinção da raça.
Entretanto, Maurício Santoro, assessor de Direitos Humanos da Anistia Internacional no Brasil, assegura: “A própria ideia de que a humanidade se divide em raças definidas, e é possível identificá-las, é completamente absurda do ponto de vista biológico. Essa é uma concepção do século XIX que não se sustenta mais”. E o promotor de justiça do Ministério Público de Minas Gerais esclarece que “qualquer tipo de conduta que traga algum traço de discriminação racial pode ser considerado crime”.

## Críticas

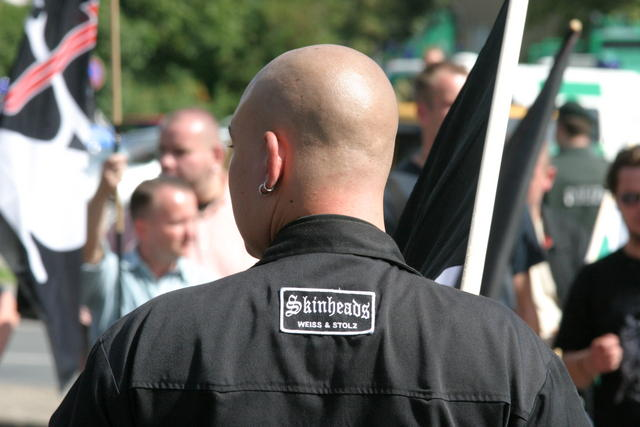
Um skinhead white power vestindo uma camisa que diz "branco e orgulhoso" em alemão.

O filósofo David Ingram argumenta que "afirmar orgulho negro" não é equivalente a "afirmar orgulho branco, uma vez que o anterior - ao contrário deste último - seria uma estratégia defensiva destinada a retificar um estereótipo negativo".  Por outro lado, então, "afirmações de orgulho branco - todavia mal disfarçadas como afirmações de orgulho étnico - servem para mascarar e perpetuar o privilégio branco". 
Os críticos argumentam que ideias tais como orgulho branco existem apenas para fornecer uma imagem pública limpa para a supremacia branca. Afirmam que o objetivo não declarado do movimento nacionalista branco é apelar para um público maior, e que a maioria dos grupos nacionalistas brancos promovem separatismo branco e violência racial. 